# Sobhuza II de Suazilandia
Sobhuza II de Suazilandia (Zombodze; 22 de julio de 1899-Mbabane; 21 de agosto de 1982) fue rey y jefe supremo de Suazilandia desde su ascenso al trono, en 1899, hasta su fallecimiento, en 1982. Su reinado inició formalmente en 1921, ya que su abuela paterna, Labotsibeni Mdluli, fue reina regente entre 1899 y 1921, mientras que Sobhuza alcanzaba la mayoría de edad. Es el monarca con el reinado más largo del que se tenga registro, ya que fue de más de 82 años.
Sobhuza consiguió la independencia de Suazilandia frente al Reino Unido (6 de septiembre de 1968). Cuando el Reino obtuvo la independencia, se esperaba que los gobiernos tribales existentes se pudieran transformar en una monarquía constitucional. Esto fue conseguido durante algún tiempo, hasta el 12 de abril de 1973, cuando Sobhuza dio un golpe de Estado, aboliendo la Constitución y disolviendo el Parlamento, convirtiéndose en el gobernante absoluto de la nación.

## Biografía
Ingwenyama Sobhuza nació en Zombodze el 22 de julio de 1899. [4] Ascendió al trono tras la muerte de su padre, Ngwane V , como rey de Swazilandia el 10 de diciembre de 1899, cuando solo tenía cuatro meses. [5] Fue educado en la Escuela Nacional de Swazilandia, Zombodze, y en la Institución Lovedale en el Cabo Oriental , Sudáfrica , antes de asumir el trono de Swazilandia como jefe supremo a la edad de veintidós años. [4] Su abuela, Labotsibeni Mdluli , se desempeñó como regente durante su juventud, transfiriendo formalmente el poder a Ngwenyama el 22 de diciembre de 1921. [5]Antes de asumir sus deberes reales, estudió antropología en Inglaterra.

## Reinado

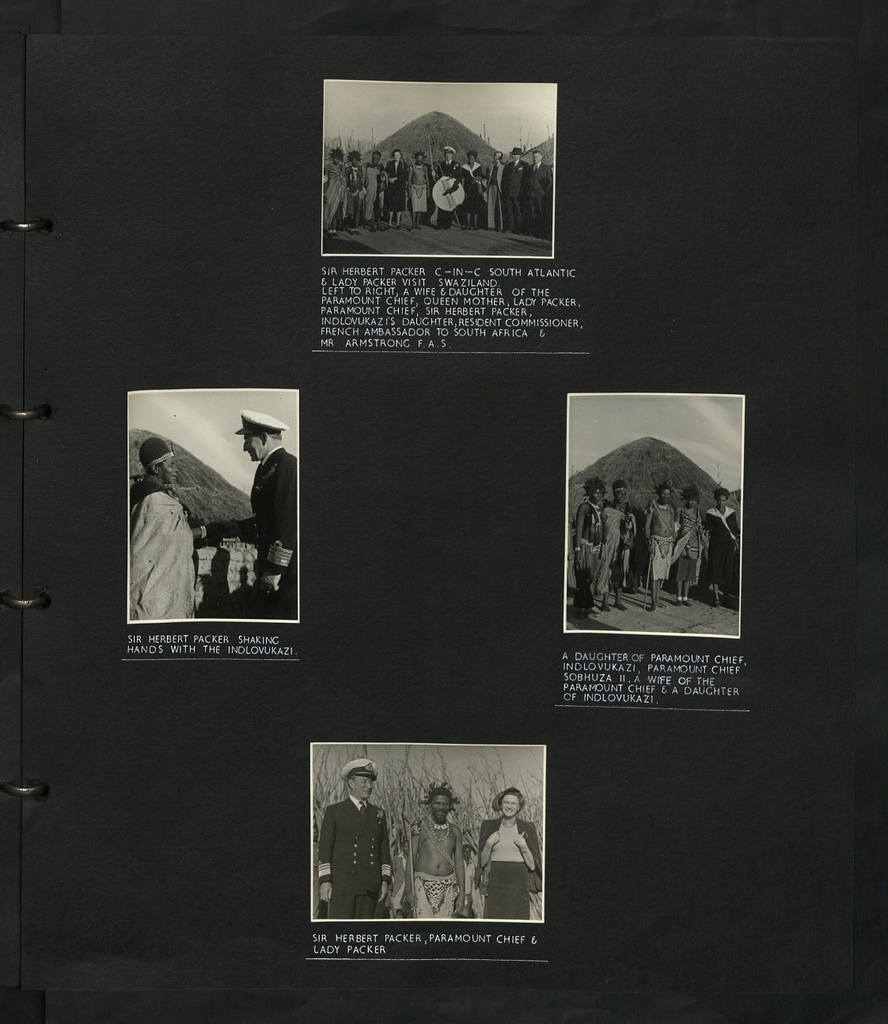

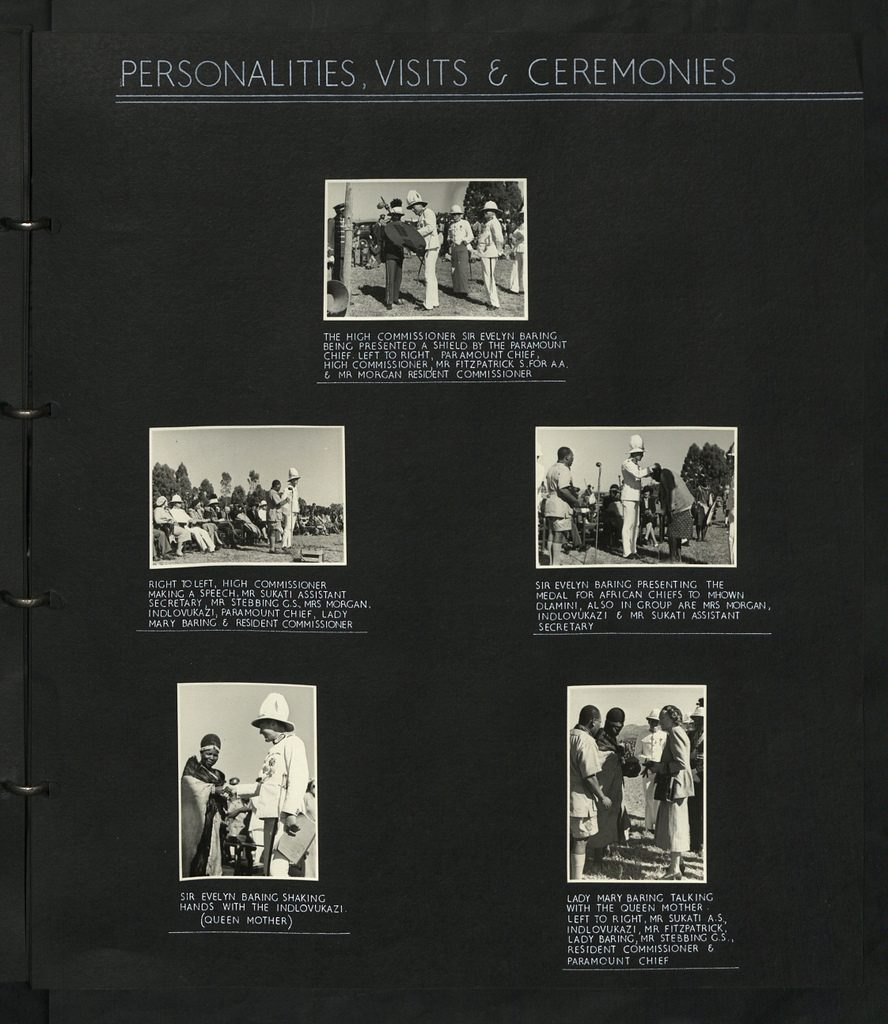
Las imágenes de los Archivos Nacionales de la familia real de Swazilandia.

El reinado directo de Sobhuza duraría más de 60 años (1921-1982), durante los cuales presidió la independencia de Swazilandia del Reino Unido en 1968, después de lo cual el gobierno británico lo reconoció como rey de Swazilandia (Esuatini). [5] Al principio de su reinado, Sobhuza buscó abordar el problema de la partición y privación de tierras instituido por las autoridades británicas en 1907. Lo hizo al encabezar primero una delegación a Londres para reunirse con el rey Jorge V y pedirle que restaurara las tierras . al pueblo suazi. [7] Volvió a llevar su caso sobre la cuestión de la tierra en 1929 al Comité Judicial del Consejo Privado . Fue derrotado por los términos de laLey de jurisdicciones extranjeras de 1890 , que colocó efectivamente las acciones de las administraciones británicas en protectorados fuera del alcance de los tribunales británicos. [4] El papel de Sobhuza durante este período colonial fue en su mayor parte ceremonial, pero todavía tenía una gran influencia como líder tradicional de la nación swazi. [4] En 1934, lo recibió el antropólogo Bronislaw Malinowski . En 1953 asistió a la coronación de la reina Isabel II en Londres. [8]
A principios de la década de 1960, Sobhuza desempeñó un papel importante en los acontecimientos que llevaron a la independencia de su país en 1968. Se opuso a la constitución poscolonial de Westminster propuesta por el gobierno británico, en la que se le asignó el papel de monarca constitucional . [4] Como consecuencia, actuando a través de su consejo asesor, formó el Movimiento Nacional Imbokodvo , un partido político, que disputó y ganó todos los escaños en las elecciones previas a la independencia de 1967. [4] Fue reconocido por los británicos como rey de Suazilandia.en 1967 cuando Swazilandia recibió el gobierno directo. La independencia se logró el 6 de septiembre de 1968. Después de esto, Sobhuza combinó hábilmente el atractivo de las costumbres tribales con la capacidad de gestionar el cambio económico y social de su reino. [4] El 12 de abril de 1973, el rey derogó la constitución y disolvió el parlamento, ejerciendo en adelante el poder como gobernante absoluto. [5] En 1978 se promulgó una nueva constitución que preveía una reversión elaborada a un modo de gobierno tribal que implicaba un colegio electoral de ochenta miembros elegidos por cuarenta consejos locales conocidos como tinkhundla ., dominada por elementos tribales. La economía de Swazilandia prosperó bajo el liderazgo de Sobhuza. Suazilandia es rica en recursos naturales, y gran parte de la tierra y la riqueza mineral que originalmente pertenecían a intereses no suazis quedaron bajo control indígena durante el reinado de Sobhuza. [4]

## Matrimonio y descendencia
El rey Sobhuza continuó con la práctica tribal de tener varias esposas. De acuerdo con la Swaziland National Trust Commission, "el rey Sobhuza II tuvo 70 esposas, que le dieron 210 hijos entre 1920 y 1970." Muchos de ellos están vivos hoy en día.

## Fallecimiento
Murió de neumonía en 1982 y fue sucedido por su joven hijo Mswati III, después de un periodo de regencia de la reina Dzeliwe y la reina Ntombi.

## Distinciones honoríficas

### Distinciones honoríficas suazis
- Soberano Gran Maestre (y fundador) de la Real Orden del Rey Sobhuza II (1975).

### Distinciones honoríficas extranjeras
- Oficial Honorario de la Orden del Imperio Británico, División Civil (OBE) (Reino Unido, 11/05/1937).[8]
- Comandante Honorario de la Orden del Imperio Británico, División Civil (CBE) (Reino Unido, 08/06/1950).[9]
- Caballero Comandante de la Orden del Imperio Británico, División Civil (KBE) (Reino Unido, 01/01/1966).[10]
- Supremo Compañero de la Orden de los Compañeros de O. R. Tambo [a título póstumo] (República de Sudáfrica, 20/04/2006).[11]

## Títulos y tratamientos
| ● 22 de julio de 1899-10 de diciembre de 1899:  | Su alteza real el príncipe heredero de Suazilandia |
| ● 10 de diciembre de 1899-21 de agosto de 1982: | Su majestad el rey de Suazilandia                  |

## Línea de sucesión
| Predecesor: Ngwane V de Suazilandia (Labotsibeni Gwamile Mdluli como reina regente) | Rey de Suazilandia 10 de diciembre de 1899-14 de agosto de 1982 (legalmente el 22 de diciembre de 1921)          | Sucesor: Mswati III de Suazilandia (Dzeliwe de Suazilandia como reina regente) |
| Predecesor: Ngwane V de Suazilandia (Labotsibeni Gwamile Mdluli como reina regente) | Jefe Supremo de Suazilandia 10 de diciembre de 1899-14 de agosto de 1982 (legalmente el 22 de diciembre de 1921) | Sucesor: Mswati III de Suazilandia (Dzeliwe de Suazilandia como reina regente) |
| Predecesor: Ngwane                                                                  | Príncipe heredero de Suazilandia 12 de julio de 1899-10 de diciembre de 1899                                     | Sucesor: Mswati                                                                |

- Datos: Q379576
- Multimedia: Sobhuza II / Q379576